# Stefan Psenak
Stefan Psenak est un poète, auteur dramatique, romancier, nouvelliste et ex-politicien québécois né à Joliette, le 13 décembre 1969. Il a fait des études de maîtrise en lettres françaises à l'Université d'Ottawa. Tour à tour agent de communications, journaliste, éditeur, rédacteur en chef, professeur au collégial et traducteur, il a dirigé les Éditions L'Interligne et la revue Liaison de 1997 à 2003. Après une année passée à enseigner le français au collège La Cité, il a fondé son entreprise de services linguistiques et de communications. Lors des élections municipales du 1er novembre 2009, il décide de présenter sa candidature et se fait élire au poste de conseiller pour le district d’Aylmer, à Gatineau, poste qu'il occupera jusqu'à sa défaite du 3 novembre 2013. 
Fervent défenseur de la culture et du patrimoine, il préside durant son mandat la Commission des arts, de la culture, des lettres et du patrimoine de la Ville de Gatineau. À ce titre, on lui doit l'élaboration de la Politique du patrimoine et la difficile bataille de son financement qui a mené à son adoption, de même que la création du Carré patrimonial du Vieux-Aylmer, en collaboration avec des partenaires du milieu. Il a en outre piloté la consultation citoyenne sur le réseau de bibliothèques en vue de l'adoption du plan de déploiement du réseau, lequel verra, à terme, la construction d'une bibliothèque centrale et d'importants investissements dans les bibliothèques de proximité. Membre du conseil d'administration de l’organisme Les Arts et la Ville, il a attiré à Gatineau le colloque annuel de l’organisme et en a fait un succès retentissant. Il a également été au cœur de l'action pour établir un programme d'échanges culturels durables avec la Belgique francophone et l’Acadie. 
Écrivain, il a fait paraître quinze livres, dont les recueils Longtemps j'ai porté mes deuils comme des habits trop grands (2018) , Du chaos et de l’ordre des choses (1998) prix Trillium) et La beauté (finaliste au prix du Gouverneur général), a écrit pour la scène deux pièces qui ont été coproduites par le Théâtre du Trillium et le Théâtre français du Centre national des arts et présentés en tournée. Comme poète et nouvelliste, il a publié des textes dans une trentaine de revues en Amérique et en Europe . Sa pièce Les champs de boue a en outre été adaptée en téléfilm pour la télévision de Radio-Canada. Invité à d'innombrables festivals et salons du livre, certains de ses poèmes ont été traduits en anglais, en espagnol, en polonais et en slovaque. Depuis 25 ans, il a aussi publié des centaines d'articles, de chroniques, d'éditoriaux et de lettres d'opinion dans divers médias. Son plus récent titre, Certains soirs de catastrophe, est paru en octobre 2019 chez Prise de parole. 
Depuis janvier 2021, il est directeur général de la Chambre de commerce de Gatineau/Export Outaouais, après avoir dirigé pendant plus de six ans les destinées de Vision Centre-Ville, un regroupement de commerçants et de gens d'affaires œuvrant à la valorisation commerciale et à la revitalisation du centre-ville de Gatineau (île de Hull). Il poursuit son engagement de longue date dans sa communauté, notamment au sein du conseil d’administration de La Filature. De 2017 à 2021, il a tenu une chronique d'humeur à l'émission Les matins d'ici sur les ondes d'Ici Radio-Canada Première (90,7 FM), à Ottawa-Gatineau.

## Théâtrographie
La fuite comme un voyage, mise en scène de Sylvie Dufour. Présentée du 27 mars au 7 avril 2001, à La Nouvelle Scène (Ottawa), création du  Théâtre du Trillium (Ottawa) en coproduction avec le Théâtre La Seizième (Vancouver) et le Théâtre français du Centre national des Arts (Ottawa), en collaboration avec le MIFO (Ottawa). En tournée à Vancouver, Saskatoon et Edmonton, en avril 2001. 
Les champs de boue, mise en scène de Sylvie Dufour. Présentée du 11 au 22 mai 1999, à La Nouvelle Scène (Ottawa), en reprise les 9 et 10 juin 1999, création du Théâtre du Trillium en coproduction avec le Théâtre français du Centre national des Arts. (Finaliste au Masque de la meilleure production franco-canadienne, Soirée des Masques de l'Académie québécoise du théâtre, février 2000). 

## Téléfilm
Les champs de boue, adaptation de la pièce, scénario de Stefan Psenak et Dominique Cardona, dialogues de Stefan Psenak, réalisation de Dominique Cardona, production de Médiatique Inc., 2002, diffusée sur les ondes de la télévision de Radio-Canada.

## Fictions radiophoniques
Perte de mémoires, diffusion en mars 2003 à la première chaîne de Radio-Canada, CBOF, 90,7 FM, Ottawa-Gatineau.
La réalité n’a pas besoin de moi, diffusion le 6 mai 2001 à la chaîne culturelle de Radio-Canada dans le cadre de l’émission Alexis Martin présente.

## Prix et distinctions
- 1999 – Prix Trillium, pour Du chaos et de l'ordre des choses
- 2001 – Médaille d’argent du volet littérature (poésie), IVes Jeux de la Francophonie, Ottawa-Hull, 14 au 24 juillet 2001
- 2001 – Finaliste au Prix du Gouverneur général de poésie, La beauté
- 2001 – Clé de la ville d'Aylmer
- 2002 – Prix Odyssée catégorie théâtre, pour La Fuite comme un voyage
- 2019 – Président d'honneur du 40e Salon du livre de l'Outaouais